# Новосад
Новосад (слч. Novosad) насељено је мјесто са административним статусом сеоске општине (слч. obec) у округу Требишов, у Кошичком крају, Словачка Република.

## Становништво
| Година:    | 1994. | 2004.    | 2014.   | 2024.   |
| ---------- | ----- | -------- | ------- | ------- |
| Број људи: | 921   | 1031     | 1027    | 1040    |
| Разлика:   |       | +11,94 % | -0,38 % | +1,26 % |

| Година:    | 2023. | 2024.   |
| ---------- | ----- | ------- |
| Број људи: | 1019  | 1040    |
| Разлика:   |       | +2,06 % |

Према подацима о броју становника из 2011. године насеље је имало 1.013 становника.